# Los Baños-i rajtaütés
A Los Baños-i rajtaütés egy amerikai-filippínó katonai akció volt a Fülöp-szigeteken a második világháborúban, 1945. február 23-án. Az amerikai ejtőernyősök és a helyi gerillák több mint kétezer foglyot szabadítottak ki a japánok Los Bañosban működtetett internálótáborából. Ez az akció volt a történelem egyik legsikeresebb ilyen jellegű rajtaütése.

## Előzmények
A japán hadsereg folyamatos visszavonulásban volt 1945 januárja óta, amikor az amerikai 6. és 8. hadsereg megkezdte a fősziget, Luzon visszafoglalását. A szövetséges hadvezetés tudomására jutott, hogy a hátráló japánok módszeresen gyilkolják a civileket és a hadifoglyokat, mert így akarják eltüntetni a Fülöp-szigetek megszállása óta elkövetett rémtetteik nyomát. Ilyen brutális mészárlást hajtottak végre például 1944. december 14-én a Puerto Princesa-i hadifogolytáborban. Douglas MacArthur tábornok úgy döntött, hogy meg kell próbálni felszabadítani a még működő táborokat, mielőtt a japánok megölik foglyaikat, akik már évek óta raboskodtak embertelen körülmények között. Az első ilyen akció a cabanatuani rajtaütés volt, amely fényes sikert hozott: a két embert vesztő amerikai katonák és az őket támogató gerillák több mint ötszáz foglyot szabadítottak ki.

## Élet a táborban
Los Bañosban egy korábbi mezőgazdasági oktatási intézményt alakítottak a japánok internálótáborrá. A tábor az egyik oldalon a Makiling-hegy lábának, a másikon a Laguna de Bay-tó partjának támaszkodott. Központi börtöne az egykori tornaterem volt, amelyet a japánok 1942-ben építettek át. A foglyok többsége kunyhókban lakott; a területet szögesdrót vette körbe. A táborban az évek alatt 7000 filippínót, 1527 amerikait, 329 britet, 133 ausztrált, 89 hollandot, 30 norvégot, 22 lengyelt, 16 olaszt és egy nicaraguait őriztek. Nem számítva 11 amerikai haditengerészeti nővért és néhány katonát, a külföldi rabok elsősorban üzletemberek, tanárok, bankárok és misszionáriusok voltak. A táborban rettenetes viszonyok uralkodtak, nem voltak közegészségügyi szolgáltatások, az őrök pedig brutálisan bántak a foglyokkal.

## A terv
A filippínó gerillák már jóval a mentőakció megkezdése előtt gyűjtötték az információkat a táborról. Február 12-én friss hírekhez jutottak, amikor egy 19 éves görög-filippínó fogolynak, Freddy Zervoulakosnak sikerült kijutnia Los Bañosból, majd kapcsolatba lépnie a gerillákkal. A fiút azzal az ígérettel küldték vissza, hogy a rabokat ki fogják szabadítani. A táborlakók „bizottsága” a hír hallatán úgy döntött, hogy a rabok akkor járnak el a leghelyesebben, ha nem tesznek semmit. Egy héttel később egy civil mérnök, Pete Miles jutott ki, aki egészen pontos információkat adott a létesítmény napi rutinjáról, a csapatok és a fogva tartottak elhelyezkedéséről. A mentőakciót tervezők ennek fényében véglegesítették a négylépcsősre tervezett támadást. Az akciót úgy időzítették, hogy az őröket a ruha, felszerelés és fegyver nélkül végzett reggeli testedzésen lepjék meg.

### Első szakasz
Két nappal a támadás előtt filippínó gerillák csónakokkal amerikai felderítőket visznek át a Laguna-tavon, a japán vonalak mögé, ahol elrejtőznek. Február 23-án kijelölik az ejtőernyősök számára az érkezési zónát, és négy rohamcsapatuk különböző irányból támadva semlegesíti a tábor kapujának őrségét. A gerillák körbeveszik és megtámadják a létesítményt.

### Második szakasz
Ejtőernyősök landolnak a táborhoz közel kijelölt területen, egyesülnek a filippínó gerillákkal, majd semlegesítik a még ellenálló japán katonákat. Ezután biztosítják az internáltak szálláshelyeit.

### Harmadik szakasz
A tábortól három kilométerre partra gördülnek a kétéltű járművek, amelyek a tó amerikaiak által ellenőrzött részéről indultak. Az egységet a parton felderítők várják, akik a kijelölt területre kalauzolják őket. A kétéltű járművek a táborhoz hajtanak, ahol felveszik a foglyokat.

### Negyedik szakasz
A katonák állásokat foglalnak el a főút mellett, hogy megakadályozzák az esetleges japán előretörést.

## Az akció
1945. február 21-én, a sötétség leple alatt, három csónakban, George Saku főhadnagy vezetésével 31 amerikai katona indult el Los Baños felé. Nanhayához közel értek partot, ahol helyi gerillákkal és a táborból kiszökött foglyokkal találkoztak a falu iskolájában. Egyik szökevény felrajzolta a tábor térképét a táblára. Saku úgy döntött, hogy nem négy, hanem hat egységet állít fel embereiből, és gerillákkal egészíti ki őket. Az egyik csapathoz csatlakozott két volt rab, Freddy Zervoulakos és Benjamin Edwards. Február 22-én éjszaka az amerikaiak és a gerillák átkeltek az őserdőn és a rizsföldeken, majd elfoglalták kijelölt pozíciójukat.
Másnap hajnali négy órakor 44 kétéltű jármű indult el a tavon, Mayondon felé. A járműveknek anélkül sikerült elérniük a kitűzött pozíciójukat, hogy a japánok észrevették volna őket. A kétéltűek megindultak a tábor felé, és nem sokkal hét óra, az akció megkezdésére kitűzött időpont után, meg is érkeztek.
Hat órára a gerillák lopva megközelítették és körbevették a japán létesítményt, és csak George Saku jelzésére vártak, hogy megtámadják a japánokat.
Az ejtőernyősök a 22-éről 23-ára virradó éjszakát a Nichols Field-támaszponton várták kilenc C 47-esben. A japán légvédelem hiányában indulás után hamar a célterület fölé értek, amelyet jól látható füsttel jelöltek ki a felderítők.
Három perccel 7 óra előtt egy magányos japán katona, aki oposszumra vadászott a filippínókat rejtő bokrok között, lelőtt egy állatot. A filippínók azt hitték, hogy a japán figyelmeztető lövést adott le társainak, ezért egyikük előrontott, és megölte az őrt. Ezzel egy időben megindult a támadás minden irányból. Hét órakor megérkeztek az ejtőernyősök is. Az összecsapás rövid és intenzív volt.

## Evakuálás
A foglyokat a kétéltűekhez terelték, többeket erővel, mert nem akartak menni. A katonák ezután felgyújtották a kunyhókat. Először a betegek, a nők és a gyerekek szálltak be a várakozó járművekbe. Az épkézláb foglyok gyalog indultak el a tópart felé. Amikor a kétéltűek visszaindultak, egy rejtett géppuskaállásból tüzet nyitottak rájuk a japánok, de senkit nem találtak el, mielőtt az amerikaiak lelőtték őket. A mentőakció 2147 embert szabadított ki, köztük egy háromnapos kislányt, Lois Kathleen McCoyt.
A főutat megszálló csapatok japán egységekbe futottak, de a nap közepére megtisztították a területet, és elvágják a tábor felé vezető utat. Amikor látták, hogy a kétéltűek elindultak az amerikai terület felé, megkezdték a visszavonulást.
Az amerikaiak vesztesége három halott és két sebesült, a gerilláké két halott és négy sebesült volt. A japán őrök közül nyolcvan életét vesztette, hat megsebesült.

## Japán bosszú
Néhány nap múlva a japánok visszatértek a táborhoz, és dühükben lemészároltak nagyjából ezerötszáz embert, aki a gerillák figyelmeztetése ellenére is a közeli városban maradt. A csapatokat vezető Konisi Szadakit később háborús bűncselekményei miatt felakasztották.

## Fordítás
- Ez a szócikk részben vagy egészben  a   Raid at Los Baños című angol Wikipédia-szócikk fordításán alapul.  Az eredeti cikk szerkesztőit annak laptörténete sorolja fel. Ez a jelzés csupán a megfogalmazás eredetét és a szerzői jogokat jelzi, nem szolgál a cikkben szereplő információk forrásmegjelöléseként.